# 陈诗
陈诗（1748年—1826年），字观民，号愚谷，别号大桴山人，斋号知不足斋，湖北省蕲春县人，清代考据学家、史志学家、教育家。

## 生平
陈诗是湖北省蕲春县檀林镇陈英村八字门塆人。家境清寒，在出生前五个月时，其父陈猷汉病故。从此，“祖母、母亲及陈诗，三世相依为命”，主要依靠母亲袁氏纺织供其课读。陈诗幼羸弱多病，虽为母亲所珍爱，但家教极严，责之勤奋习读。稍有松懈，母即痛切训诫：“我家三世，命系儿一人，儿再不思上进，娘何所望！”陈诗天资颖异，聪慧懂事，于是学习更为刻苦，夜常“燃叶照读”，进步很快。后寄居蕲州母家，以养以教，得外祖父袁氏之力甚多，遂成饱学之士。
陈诗科考顺畅，屡试屡中。乾隆三十二年（1767年），19岁参加府试取秀才；乾隆三十九年（1774年），26岁参加甲午科乡试获第一中解元；乾隆四十三年（1778年），30岁参加戊戌科会试中三甲第84名进士，选工部虞衡清吏司额外主事加一级。然陈诗性质直，寡言笑，处事严谨，虽才高学富，但身处朝中，不会融通，不善阿谀，不奉权贵，难适“宦海惊涛”。乾隆四十五年（1780年），32岁的陈诗以侍奉老母为由，主动辞官归里，从此不再入仕。
自乾隆四十六年（1781年）始，陈诗享誉杏坛数十年。初执教乡里，以培育后进为己任，稍后于大桴山建“知足”、“知不足”二斋，以作教读著述之所。乾隆五十年（1785年）之后，先后受聘于鹿门、荆南、江汉书院。其中主讲江汉书院达二十年，从学者甚众，三楚名士多出其门。蕲水（今湖北浠水县）嘉庆己卯科状元陈沆、蕲春县嘉庆庚辰科探花陈銮，皆为陈诗及门弟子，故其“声誉遂震一时，虽王公大人莫不动问”，时人以“国士”、“通人通才”、“鄂派考据大师”、“楚之宿学”、“楚北大儒”等相誉之。道光六年（1826年），陈诗病逝，终年79岁。光绪《蕲州志》载：“临卒之夕，舌端吐香气，大星落于湖之东南，士类咸悲慕之。”原葬蕲州城东，后迁家乡檀林镇朱冲蜈蚣地。其墓已列为蕲春县重点文物保护单位。

## 成就
陈诗毕生勤于治学，博极群书。每日黎明即起，午夜方息，身不离书，手不释卷，口诵笔录，寒暑无间，至老不辍。有未见之书，必想法借读，撮其精华，若见史传中有断简、误字，必援笔补缺、订正。其既“无书不窥”又“博闻强记”，学者若问及古籍秘典，其都能概述大意，甚至原原本本地讲出，至于辩难析疑，更是令人叹服。
陈诗于经史子集皆有著作，尤其于“乡邦文献，述造甚多”，道光二年（1822年）自江汉书院归里，仍致力于著述。其一生撰辑之丰，涉及之广，种类之多，考据之翔，内容之精，质量之高为蕲黄罕见，名冠全楚。《清史稿·文苑》有传，《湖北通志》、《湖北文征》、《湖北诗征》、《黄州志》、《蕲州志》等或立传或载其诗文。现存书目近50种，计900余卷。陈诗著作大部分收录于《知不足斋集》，其未刊行的正稿，当时付与及门弟子蕲水状元陈沆，底稿则存于家中，后来大多散佚。
其诗朴茂端正，朗朗上口，可惜的是未加收集，大多丢失。

## 评价
万之杰《工部主事陈愚谷先生墓志铭》：“先生无他嗜，惟嗜书。博综群书，贯穿精义，手纂日万余言，不属草间。未有见者，心婉转借观之，撮其精华，累数十年不能忘。为人寡言笑，不偶俗以邀时誉，亦不轻誉人。人有非语相诟病者，往往之不较。与人交，匡困资无，苟相知不易生死。学者有所质，每辩一难，析一疑，令人惊怖其言恍然如有所失，史传中断简脱字挂眼辄订。其为诗、古文辞，下笔立就。古文爱欧阳公，论诗不为风云月露之词，每语杰为文，当如朱子所云，无一语无关系，故所学务，以明道为要，一时名士多出其门。”
《湖北诗征》：“愚谷先生诗，每于平衍处露新警语，人既贞不绝俗，诗亦华而不媚，虽不赖诗以传而己艳在人口。”
洪良品《大桴山人诗存》序：“愚谷夙以考据名，而其诗所存仅十分之一二，其集中述事之篇，读之足以祛疑义，徵轶闻焉，是亦考据之一助也。”
夏允升《大桴山人诗存》跋：“先生岂徒以诗传耶，其丰才硕学融贯古今，以成一家言者，盖不啻数十百种。”
皮明庥：“陈氏驰骋书海，爬梳史乘，择精汇要，铸为体系，分类相从。”
石荣璋题《湖北旧闻录》云：“大桴古山人，闻名我心写。广搜记旧闻，稿本流传寡。真气排天阊，文笔殊典雅……”。
刘文嘉题诗：“蕲春愚谷翁，好古殊博雅。斋号知不足，未尝自满假。”

## 著作
已刊行的有：《嘉庆湖北通志》（105卷）、《湖北旧闻录》（46卷）、《湖北金石存佚考》（32卷）、《乾隆癸丑广济县志》（12卷）、《江汉书院志略》（6卷）、《周易本义辑解》（12卷）、《春秋世族谱》（2卷）、《春秋比事》（6卷）、《春秋官制略》（1卷）、《春秋后表》（4卷）、《四书类考》（30卷）、《四书人名考》（20卷）、《六律正五音考》（4卷）、《竹书纪年集注》（2卷）、《大桴山人偶存集》（1卷）。
未刊行的有：《湖北方域志》（99卷）、《金石史》、《史外丛谈》（1卷）、《蕲州志》（100卷）、《湖北诗文载》（20卷）、《湖北丛载》、《湖北史载》（8卷）、《事类丛抄》（60卷）、《尚齿会（汇）编》（2卷）、《象例、筮例、辞例、义例》（4卷）、《朱子年谱》（2卷）、《诸史地理志汇钞》（49卷）、《元史帝系表》（1卷）、《元史宗室表》（1卷）、《元史列传蒙古色目氏族表》（2卷）、《汉人、南人氏族表》（2卷）、《新唐书世系（表）补正》（13卷）、《清尔（正）雅》（18卷）、《春秋谥法考》（1卷）、《历代纪元朔闰考》（11卷）、《姓氏书》、《纪元韵谱》、《宋韵合钞》（即《字母分韵类编》5卷）、《古今韵类求》（32卷）、《宋登科记》（3卷）、《唐宋十一家文钞、集说》（52卷）、《陶靖节集辑注》（10卷）、《尚友山房诗文杂录》（10卷）、《道听录敬远录质疑录》（共11卷）、《考田诗话》数十卷、《集外丛谈》、《名物类编》、《韩诗外传疏证》、《东坡居黄考》（3卷）、《庐山诗选》（10卷）、《聊斋志异批注》（2卷）、《知不足斋四书文》（11卷）。
陈诗生前诗作，其子陈守仕“左右采获，以其无几，遂加拣笃，汇而存之，计其遗佚，盖十之七八矣！”光绪四年（1878年），蕲州后学夏允升予以付印，名为《大桴山人诗存》。2011年3月，蕲春县司法局陈忠重新将其增订编辑出版，定名《陈诗诗文集》。

## 家族
- 祖父：陈先槃，诰赠“奉直大夫”
- 父亲：陈猷汉，诰赠“奉直大夫”
- 母袁氏：御封太宜人，御赐建“节孝坊”于檀林河畔麒麟山下，挺立170余年，直至中华人民共和国成立后被毁。
- 子：陈守仕，州廪生
- 孙：陈道喻，太学生